# Srednjoindijski greben
Srednjoindijski greben (CIR) je srednjookeanski greben u pravcu sever-jug u zapadnom delu Indijskog okeana.

## Geološka postavka
Morfologija CIR-a karakteristična je za spore do srednjih grebena. Aksijalna dolina je duboka 500–1000 m; Segmenti grebena dužine 50–100 km odvojeni su transformatorskim rasedima dužine 30 km i 10 km dugim netransformacionim diskontinuitetima. Snabdevanje rastopom dolazi sa aksijalnih vulkanskih grebena dužine 15 km, širine 1-2 km i visine od 100 do 200 m iznad aksijalnog poda.
Sa brzinom širenja od 30 mm/god u blizini ekvatora i 49 mm/god u blizini Rodrigešovog trostrukog spoja (RTJ) na njegovom južnom kraju, CIR se srednje brzo šireći greben koji karakteriše umerena kosost i malo velikih pomeranja, pri čemu je očigledan izuzetak gotovo 300 km dugačka prelomna zona Mari Selest na 18° J. Između 21° J i zone preloma Mari Selest (18° J), CIR odstupa prema zapadu. Duž ove sekcije veća pomeranja prelaze sa desnog bočnog na levo bočni, ali se vraćaju na desno bočni severno od 18° J.
Inače, južni deo (Zona preloma RTJ-Argo, 25°J-13°J) CIR-a gotovo je ortogonalan u odnosu na smer širenja. Severno od Argo FZ visoko kos i dominiraju brojni mali segmenti grebena. Severni do CIR-a, uključujući Karlsbeški greben, kreće se prema SSZ i nedostaju mu zone loma. Aksijalna dubina CIR-a povećava se od 3200 m na 20° J do 4000 m na RTJ.

## Granice
Tradicionalno se smatralo da CIR odvaja Afričku ploču od Indo-australijske ploče. Slično tome, za prelomnu zonu Oven na severnom kraju CIR-a tradicionalno se kaže da odvaja Indijsko-australijsku ploču od Arabijske ploče. Kretanja u zoni preloma Oven su međutim zanemarljiva, a Arabija i Indija se kreću kao jedna ploča. Ova ploča je zauzvrat odvojena od Australijske ploče difuznom granicom, Indijsko-Kozoroškom granicom, koja se pruža istočno od CIR u blizini Čagoškog grebena do Devedesetog istočnog grebena, i severno duž Devedesetog istočnog grebena do severnog kraja Sundskog rova. Ova difuzna granica je verovatno započeta u kasnom miocenu i verovatno je povezana sa otvaranjem Adenskog zaliva i podizanjem Himalaja.

## Tektonska istorija i interakcija vrućih tačaka
CIR je otvoren tokom razdvajanja Maskarenske visoravni i Čagos-Lakadivskog grebena pre oko 38 miliona, a oba su proizvodi žarišne tačke Reinion, jedine žarišne tačke za koju je poznato da je stupila u interakciju sa CIR-om. Ona se sada nalazi na 1100 km od CIR-a. Ova žarišna tačka je prešla CIR blizu 18-20°J, od indijske do afričke ploče, na 47 Ma. Putanja žarišta Reinion uključuje Čagos-Lakadivski greben na Indijskoj ploči koji vodi do zapadne obale Indije, gde je novorođena žarišna tačka proizvela Dekanske zamke u severozapadnoj Indiji pre oko 66 Ma.
Jedina struktura iznad vode u blizini CIR-a je ostrvo Rodrigeš, vrh zagonetnog Rodrigeškog grebena između Mauricijusa i CIR-a. Rodrigeški greben dostiže CIR na 19° J nizom ešelonskih grebena poznatih kao Tri mudraca. Vulkanske stene sa ostrva Rodrigeš su, međutim, slične stenama starim 1,58-1,30 Ma sa Reiniona i Mauricijusa, i Rodrigeški greben stoga nije mogao nastati na CIR-u, ostavljajući žarište Reiniona najverovatnijim kandidatom.

## Literatura
- Hellebrand, E.; Snow, J. E.; Hoppe, P.; Hofmann, A. W. (2002). „Garnet-field melting and late-stage refertilization in 'residual'abyssal peridotites from the Central Indian Ridge”. Journal of Petrology. 43 (12): 2305—2338. doi:10.1093/petrology/43.12.2305 . Приступљено 18. 9. 2016.
- Murton, B. J.; Tindle, A. G.; Milton, J. A.; Sauter, D. (2005). „Heterogeneity in southern Central Indian Ridge MORB: implications for ridge–hot spot interaction”. Geochemistry, Geophysics, Geosystems. 6 (3): n/a. doi:10.1029/2004GC000798. Приступљено 18. 9. 2016.
- Wiens, D. A.; DeMets, C.; Gordon, R. G.; Stein, S.; Argus, D.; Engeln, J. F. (1985). „A diffuse plate boundary model for Indian Ocean tectonics”. Geophysical Research Letters. 12 (7): 429—432. doi:10.1029/GL012i007p00429. Приступљено 30. 7. 2016.
- TAIGA Concept (2015). „Part II Central Indian Ridge”.  Ур.: Ishibashi, J.; Okino, K.; Sunamura, M. Subseafloor Biosphere Linked to Hydrothermal Systems. Springer. стр. 133–214. ISBN 978-4-431-54865-2. doi:10.1007/978-4-431-54865-2.
- Sang-Joon Pak; Jai-Woon Moona; Jonguk Kim; Michael T. Chandlera; Hyun-Sub Kim; Juwon Son; Seung-Kyu Sona; Sun Ki Choi; Edward T.Bakerb (2017). „Widespread tectonic extension at the Central Indian Ridge between 8°S and 18°S”. Gondwana Research. 45: 163—179. doi:10.1016/j.gr.2016.12.015.
- K.A.Kamesh Rajua; Kiranmai Samudrala; R.K. Drolia; Dileep Amarnath; Ratheesh Ramachandran; Abhay Mudholkara (25. 7. 2012). „Segmentation and morphology of the Central Indian Ridge between 3°S and 11°S, Indian Ocean”. Tectonophysics. 554–557: 114—126. doi:10.1016/j.tecto.2012.06.001.
- Kyoko Okino; Kentaro Nakamura; Hiroshi Sato. „Tectonic Background of Four Hydrothermal Fields Along the Central Indian Ridge”. Subseafloor Biosphere Linked to Hydrothermal Systems: 133—146. doi:10.1007/978-4-431-54865-2_11.
- Chu, D.; Gordon, R. G. (1999). „Evidence for motion between Nubia and Somalia along the Southwest Indian Ridge”. Nature. 398 (6722): 64—67. Bibcode:1999Natur.398...64C. doi:10.1038/18014. Приступљено 30. 7. 2016.
- Dyment, J. (1993). „Evolution of the Indian Ocean Triple Junction between 65 and 49 Ma (anomalies 28 to 21)” (PDF). Journal of Geophysical Research: Solid Earth. 98 (B8): 13863—13877. Bibcode:1993JGR....9813863D. doi:10.1029/93JB00438. Приступљено 6. 8. 2016.
- Masalu, D. C. P. (2002). „Absolute migration and the evolution of the Rodriguez Triple Junction since 75 Ma”. Tanzania Journal of Science. 28 (2): 97—104. Приступљено 6. 8. 2016.
- McKenzie, D. P.; Sclater, J. G. (1971). „The evolution of the Indian Ocean since the Late Cretaceous” (PDF). Geophysical Journal International. 25 (5): 437—528. Bibcode:1971GeoJ...24..437M. doi:10.1111/j.1365-246X.1971.tb02190.x . Приступљено 6. 8. 2016.
- Mitchell, N. C. (1991). „Distributed extension at the Indian Ocean triple junction”. Journal of Geophysical Research: Solid Earth. 96 (B5): 8019—8043. Bibcode:1991JGR....96.8019M. doi:10.1029/91jb00177. Приступљено 6. 8. 2016.
- Munschy, M.; Schlich, R. (1989). „The Rodriguez Triple Junction (Indian Ocean): structure and evolution for the past one million years” (PDF). Marine Geophysical Researches. 11 (1): 1—14. Bibcode:1989MarGR..11....1M. doi:10.1007/BF00286244. Приступљено 6. 8. 2016.
- Royer, J. Y.; Gordon, R. G. (1997). „The motion and boundary between the Capricorn and Australian plates”. Science. 277 (5330): 1268—1274. doi:10.1126/science.277.5330.1268. Приступљено 30. 7. 2016.
- Sauter, D.; Mendel, V.; Rommevaux-Jestin, C.; Patriat, P.; Munschy, M. (1997). „Propagation of the southwest Indian Ridge at the Rodrigues triple junction” (PDF). Marine Geophysical Researches. 19 (6): 553—567. Bibcode:1997MarGR..19..553S. doi:10.1023/A:1004313109111. Приступљено 30. 7. 2016.
- Wiens, D. A.; DeMets, C.; Gordon, R. G.; Stein, S.; Argus, D.; Engeln, J. F. (1985). „A diffuse plate boundary model for Indian Ocean tectonics”. Geophysical Research Letters. 12 (7): 429—432. Bibcode:1985GeoRL..12..429W. doi:10.1029/GL012i007p00429. Приступљено 30. 7. 2016.
- Zhou, H.; Dick, H. J. (2013). „Thin crust as evidence for depleted mantle supporting the Marion Rise” (PDF). Nature. 494 (7436): 195—200. Bibcode:2013Natur.494..195Z. PMID 23389441. doi:10.1038/nature11842. hdl:1912/7142. Архивирано из оригинала (PDF) 21. 8. 2016. г. Приступљено 30. 7. 2016.
- Stein, C.A.; Cochran, J.R. (1985). „The transition between the Sheba Ridge and Owen Basin: rifting of old oceanic lithosphere”. Geophys. J. R. Astron. Soc. 81 (1): 47—74.
- USGS. „M 7.6 - Carlsberg Ridge”. United States Geological Survey.
- „NGA: Undersea Features History”. National Geospatial-Intelligence Agency. Архивирано из оригинала 2013-07-09. г. Приступљено 2013-12-01.
- Ashalatha, B.; Subrahmanyam, C.; Singh, R. N. (1991). „Origin and compensation of Chagos-Laccadive ridge, Indian ocean, from admittance analysis of gravity and bathymetry data”. Earth and Planetary Science Letters. 105 (1–3): 47—54. doi:10.1016/0012-821X(91)90119-3.
- „Volume 115 Scientific Results”. Proceedings of the Ocean Drilling Program. Ocean Drilling Program. 115. 1990. ISSN 1096-7451. doi:10.2973/odp.proc.sr.115.1990.
- Ajay, K. K.; Chaubey, A. K.; Krishna, K. S.; Rao, D. G.; Sar, D. (2010). „Seaward dipping reflectors along the SW continental margin of India: Evidence for volcanic passive margin” (PDF). Journal of Earth System Science. 119 (6): 803—813. Bibcode:2010JESS..119..803A. doi:10.1007/s12040-010-0061-2 . Приступљено 14. 7. 2018.
- „Chagos-Laccadive Plateau: Undersea Features”. Geographical Names. 2003-09-17. Приступљено 14. 7. 2018.
- Krishna, K. S.; Rao, D. G.; Sar, D. (2006). „Nature of the crust in the Laxmi Basin (14°–20°N), western continental margin of India”. Tectonics. 25 (1): TC1006. Bibcode:2006Tecto..25.1006K. CiteSeerX 10.1.1.595.6101 . doi:10.1029/2004TC001747.
- Mukhopadhyay, R.; Ghosh, A. K.; Iyer, S. D. (2017). The Indian Ocean nodule field: geology and resource potential (2nd изд.). Elsevier. ISBN 9780444637628. Приступљено 14. 7. 2018.
- Nair, N.; Anand, S. P.; Rajaram, M. (2013). „Tectonic framework of laccadive Ridge in western Continental margin of India” (PDF). Marine Geology. 346: 79—90. Bibcode:2013MGeol.346...79N. doi:10.1016/j.margeo.2013.08.009. Архивирано из оригинала (PDF) 04. 12. 2021. г. Приступљено 15. 7. 2018.
- Seth, S. (1978). „An earthquake swarm on the Chagos?Laccadive Ridge and its tectonic implications”. Geophysical Journal International. 55 (3): 577—588. Bibcode:1978GeoJ...55..577S. CiteSeerX 10.1.1.837.7160 . doi:10.1111/j.1365-246X.1978.tb05928.x.
- Subrahmanyam, C.; Chand, S. (2006). „Evolution of the passive continental margins of India—a geophysical appraisal”. Gondwana Research. 10 (1-2): 167—178. doi:10.1016/j.gr.2005.11.024.
- Verzhbitsky, E. V. (2003). „Geothermal regime and genesis of the Ninety-East and Chagos-Laccadive ridges”. Journal of Geodynamics. 35 (3): 289—302. Bibcode:2003JGeo...35..289V. doi:10.1016/S0264-3707(02)00068-6.

## Spoljašnje veze
34° 39′ 20″ Ј; 54° 28′ 58″ И / 34.6555° Ј; 54.4828° И